# فرودگاه کینمن
فرودگاه کینمن (به انگلیسی: Kinmen Airport) یک فرودگاه همگانی با کد یاتا KNH است که یک باند فرود آسفالت دارد و طول باند آن ۳۰۰۱ متر است. این فرودگاه در کشور چین قرار دارد و در ارتفاع ۲۸ متری از سطح دریا واقع شده است.

## شرکت‌های هواپیمایی و مقصدهای پروازی
| شرکت‌های هواپیمایی       | مقصدهای پروازی                                        |
| ----------------------- | ----------------------------------------------------- |
| فار ایسترن ایر ترنسپورت | گاوشیونگ، تیچون، سونگشان تایپه                        |
| مندرین ایرلاینز         | تیچون، سونگشان تایپه                                  |
| Uni Air                 | چیایی، گاوشیونگ، ماگونگ، تیچون، تاینان، سونگشان تایپه |

- A view of the entrance to Kinmen Airport from the carpark.
- The facade of a mock building depicting a traditional ancestral home found on Kinmen. It is located across the roadway in front of Kinmen Airport
- Rooftop signage for Kinmen Airport
- Kinmen Airport former airside facade
- Kinmen Airport former landside facade